# Shahumyan (Ararat)
Shahumyan o Šahumyan (in armeno Շահումյան?, fino al 1950 Yuva) è un comune dell'Armenia di 4 366 abitanti (2008) della provincia di Ararat.